# Peter Mathews
Peter Mathews (Camberra, 12 de julho de 1951) é um arqueólogo, epigrafista e maista australiano. Ele é professor da Universidade de Calgary, e é co-diretor do Projeto de Arqueologia Naachtun. Ele era um professor de Arqueologia e Hieróglifos maias na Universidade La Trobe, até sua aposentadoria no final de 2011. . Ele, no entanto, atualmente continuando a lecionar na universidade.
Em 1960, ele chamou os artefatos a ser de um desconhecido "Site Q", que alguns pensam é La Corona. Em 1973, ele foi convidado para a primeira Mesa Redonda, Palenque conferência.
Graduou-se Universidade de Calgary, onde estudou com David H. Kelley, e da Universidade de Yale com um MPhil e PhD, onde estudou com Michael D. Coe.
Em 1997, ele e mais dez colegas mexicanos foram atacados, detidos e liberados, perto do local de El Cayo.

## Prêmios
- 1984 - Membro do Programa MacArthur
- 2002 - Membro da Academia das Ciências Humanas na Austrália

## Obras
- Mathews, Peter. Site Names and Codes (em inglês). [S.l.]: Foundation for the Advancement of Mesoamerican Studies, Inc. Consultado em 18 de julho de 2012
- Mathews, Peter (1991). Classic Maya Political History: Hieroglyphic and Archaeological Evidence (em inglês). Cambridge e New York: Cambridge University Press. pp. 19–29. ISBN 0-521-39210-1
- Schele, Linda (1998). The Code of Kings: The Language of Seven Sacred Maya Temples and Tombs (em inglês). Nova Iorque: [s.n.] ISBN 0-684-80106-X
- Mathews, Peter (1991). Classic Maya Political History: Hieroglyphic and Archaeological Evidence (em inglês). Cambridge: Cambridge University Press. pp. 30–71. ISBN 0-521-39210-1
- (em inglês). [S.l.: s.n.] http://research.famsi.org/whos_who/monuments.php?mathewsnumber=PAL%20002. Consultado em 18 de julho de 2012 Em falta ou vazio |título= (ajuda)
- "MAYA HIEROGLYPH DICTIONARY", FAMSI
- Foster, Lynn V., Mathews, Peter, Handbook to life in the ancient Maya world, Oxford University Press US, 2005, ISBN	9780195183634

## Ligações Externas
- "Doyenne of Mayanists", Archeology, Tom Gidwitz, Volume 55 Number 3, May/June 2002
- "Time Line of Decipherment", NOVA: Cracking the Code
- "My Maya Crash Course", The New York Times, JOHN NOBLE WILFORD, 16 May 2006
- "Stones, Bones, Tribes & Scribes", Department of Anthropology, Cleveland State University, Fall 2004, Barbara Grale, Editor